# Mingranat
| Mingranat |
| --- |
| Ritning av tysk 55 mm mingranat från slutet av andra världskriget. Notera dess mycket tunna granatväggar. Del av: brisansgranater Olika brisansgranater, ordning från vänster: - Pansargranat - Halvpansargranat - Spränggranat - Mingranat |

Mingranat, förkortning mingr eller mgr (engelska: High-Explosive, High-Capacity, kort HEHC, alternativt: mine shell, av tyska: minengeschoß), är brisansgranater utformade med mycket stor sprängladdning i förhållande till godstjockleken i granatkroppen, mycket mer än spränggranater, och erhåller därmed mycket hög tryckverkan (sprängverkan) på bekostnad av nästintill ingen splitterverkan. De avses i antistrukturellt syfte mot mål där splitter ej erfordras, såsom befästningar, stridsflyg och lättskyddade sjömål. De verkar traditionellt genom inträngningsbrisad, varvid de ska tränga sig in i eller igenom målets väggar efter anslag och sedan brisera inuti genom viss tändrörsfördröjning, med syftet att krevera (spränga/rasera) målets väggar och skapa dödligt övertryck i dess utrymmen. Genom att krevera målets väggar försvagas dess övergripande struktur och gör det mer känsligt mot andra element. Till exempel kan en byggnad rasera av sin vikt när underliggande stödväggar sprängs bort, skepp kan ta in vatten och sjunka om deras skrov brister för nära vattenlinjen, och flygplan kan tappa flygförmågan om vingar, kropp och roder förlorar sina yttre ytor.
Mingranater utvecklades ursprungligen för att förstöra fästningar. De skulle tränga in i befästningsväggar och rasera dessa inifrån genom den fördröjda explosionen. De har även använts mot örlogsfartyg i liknande syfte men har där även använts med samma vapenverkan som dedikerade sjöminor, vilket innebär att de sköts mot ett skepps vattenlinje i hopp om att den fördröjda explosionen skulle skapa tryckskador på skeppets skrov under vattnet. I modern tid används mingranater främst mot luftmål. Typen är effektiv mot luftmål då dess vapenverkan mot flygplansplåt skapar större påverkan på flygfarkostens flygegenskaper och struktur jämte till exempel spränggranater, vilka genom sin mindre sprängladdning och större splitterverkan skapar fler, men mindre, hål i flygplansplåt. Mot flygplansplåt är fördröjningsbrisad heller inte alltid nödvändig, varav mingranater förekommer utan sådant inom flygammunition.

## Beskrivning

### Minverkan

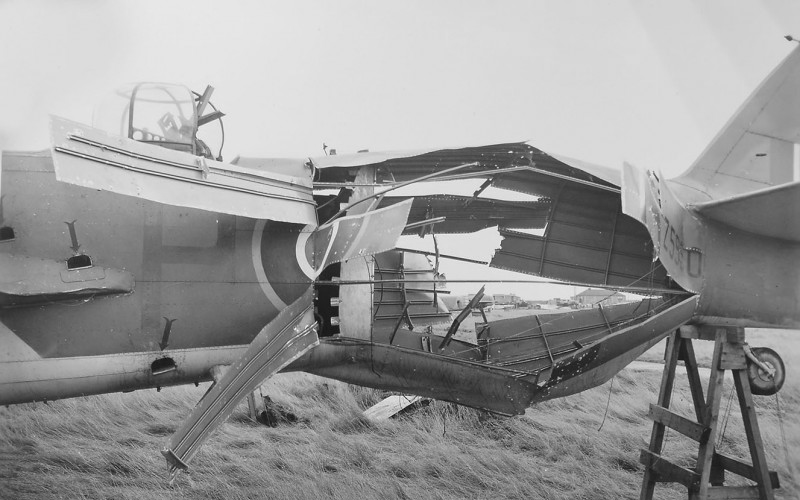
Brittisk utprovning av tyska mingranater i kaliber 30 mm mot ett brittisk lätt bombflygplan typ Bristol Blenheim, 1945. I bild syns verkan av en enda 30 mm mingranat avfyrad från en tysk 30 mm Maschinenkanone MK 108 automatkanon.

Som namnet antyder är mingranater utformande efter minverkan, vilket definieras av Sveriges försvarsmakt som: "tryckverkan från innesluten sprängladdning", det vill säga, den verkan som skapas när en sprängladdning detonerar inuti ett slutet utrymme.
Tryckverkan, även kallad tryckvågsverkan, betecknar alla slag av verkan som beror på ett tryck-tid-förlopp kring eller i ett föremål (till exempel tryck i eldrör vid skottlossning), vilket här appliceras på detonation från en brisant sprängladdning. Vid detonation av sprängämne skapas ett mycket stort utåtgående tryck inom detonationens radie. Material som befinner sig inom denna radie påverkas av trycket och söndras/splittras om påverkan från trycket överskrider dess strukturella integritet, vilket vardagligt brukar kallas sprängverkan ("tryckverkan från mycket stort tryck, t.ex. vid detonation"). Om sådant sker i ett slutet utrymme har trycket ingenstans att ta vägen och verkar fullständigt mot det omslutande godset, id est "minverkan". I och med detonationens tryck-tid-förlopp ökar trycket och därmed tryckverkan i det slutna utrymmet, vilket kan leda till brisad av det omslutande godset om dess strukturella integritet överskrids. Tryck kan även förvränga och på annat vis skada materiel i ett inneslutet utrymme.

### Användning
Mingranater avses användas i antistrukturellt syfte mot mål där splitter ej erfordras, såsom befästningar, skyttegravar, stridsflygplan, helikoptrar, lättskyddade sjömål och dylikt. Verkan sker i samband med inträngningsbrisad, vilket betyder att granaten tränger sig in i eller igenom målets väggar vid anslag och sedan briserar inuti genom fördröjd tändning på dess tändrör. Detta har syftet att krevera (spränga/rasera) målets väggar och skapa dödligt övertryck i dess utrymmen. Genom att krevera målets väggar försvagas dess övergripande struktur och gör det mer känsligt mot andra element. Till exempel kan en byggnad rasera av sin vikt när underliggande stödväggar sprängs bort, skepp kan ta in vatten och sjunka om deras skrov brister för nära vattenlinjen, och flygplan kan tappa flygförmågan om vingar, kropp och roder förlorar sina yttre ytor.
Mot infanteri i det öppna är dock mingranater ej lämpade. Eftersom mingranater verkar efter inträngning i materia och saknar splitterkropp har dess verkan mycket begränsad räckvidd och stor del av verkan absorberas av den omliggande materian i öppet fält. Mot infanteri är det mer önskvärt att använda spränggranater, vilka förekommer med flertalet olika brisadfunktioner och verkar genom både splitterverkan och tryckverkan för en större räckvidd mot infanteri.

### Utformning

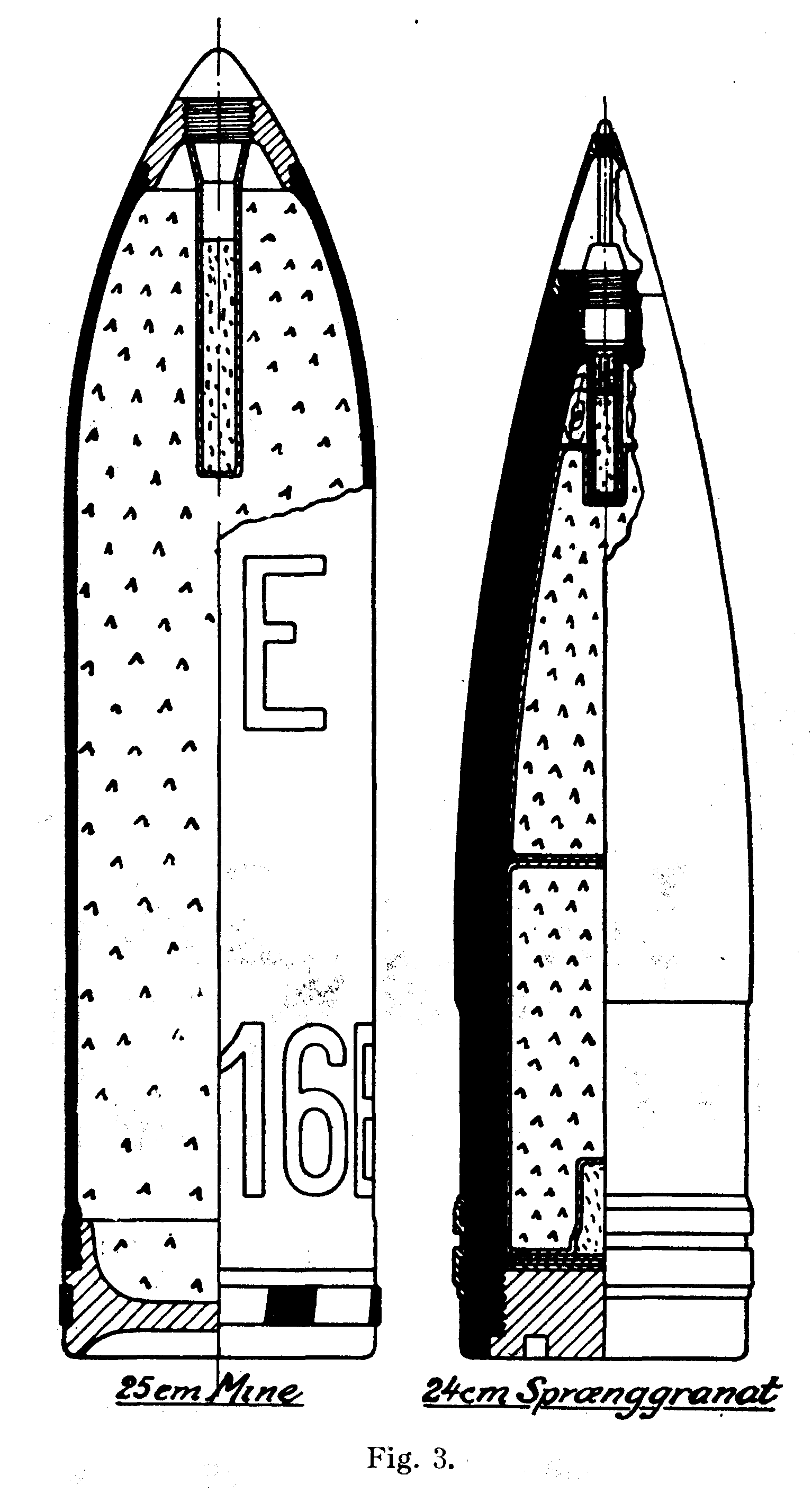
25 cm mingranat (vänster)
24 cm spränggranat (höger)

För att få god minverkan behöver mingranater ha en mycket stor sprängladdning. Vanligen uppgör sprängladdningen 20-25% av granatvikten, jämfört med 10% för spränggranater. Mingranater mot sjömål har dock något mindre sprängladdning (ca 17% av granatvikt) då de har tjockare spets ämnad att slå igenom fartygsplåt istället för betong eller aluminiumplåt. Vissa sjömålsmingranater är dessutom försedda med en trubbig nos för att tillåta skjutning mot vattenlinjen på ett skepp. Den trubbiga nosen ska göra så att granaten inte går sönder när den slår i vattenytan. Meningen med detta är att granaten sedan ska brisera under skeppets bältpansar (tjockt sidopansar) och skapa tryckskador på skrovet under vattnet.
För att åstadkomma dessa stora sprängladdningar behöver granatkroppen på mingranater utformas med så tunt hölje som påkänningarna vid skottlossning medger. Om höljet är för tunt kan påkänningarna vid skottlossning förstöra mingranaten i förväg. I vissa fall görs granatkroppen enbart längre för att få plats med större sprängladdning, trots att den då har liknande väggtjockled som en konventionell spränggranat. Detta är dock inte optimalt då granatkroppen tar upp majoriteten av sprängladdningens kinetiska energi vid detonation vilket minskar den potentiella minverkan, och ju tjockare granatväggar mingranaten har ju mer energi krävs för att brisera granatkroppen och släppa ut tryckverkan. Men även i tunnväggiga mingranater åtgår 50% av sprängladdningens kinetiska energi åt för att brisera granatväggen.
Tändröret på mingranater ämnade mot befästningar eller flygmål är vanligen utformade med tändröret i spetsen, så kallade spetsrör, medan mingranater ämnade för sjömål vanligen är utformade med tändröret i basen, så kallade basrör.
För att tillåta inträngning i väggar och liknande är tändrören på mingranater traditionellt försedda med fördröjning. Detta betyder att tändröret först antänder sprängladdningen när en viss tid har gått efter anslag; vanligen enbart ett par mikrosekunder då eldvapenprojektiler vanligen skjuts iväg med en projektilhastighet om flera hundra meter per sekund.

## Etymologi

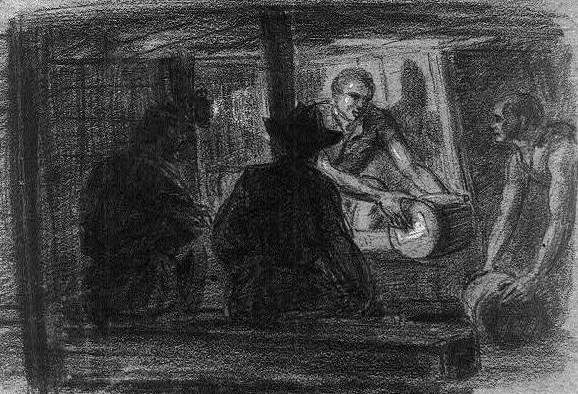
Minering av en tunnel grävd under en fiendeposition, så kallad underminering, under amerikanska inbördeskriget.

Benämningarna mingranat och minverkan kan i modern tid verka förvirrande då förledet "min", förled av "mina", normalt förknippas med land- och sjöminor. Ordet mina är mycket gammalt och är ursprungligen taget från tyskans, franskans och engelskans ord för gruva; "mine". Användning av ordet "mine" för vapenverkan kommer från att man under tunnelkrigföring förr i tiden grävde tunnlar under fiendepositioner för att sedan spränga eller rasera tunneln i bekämpande syfte. Dessa typer av tunnlar benämndes historiskt som gruvor (mines) och verkar ha lett till att de första landminorna benämndes "mine" (mina).
Termen "mina" fick därav med tiden definitionen "nergrävd explosiv anordning" eller "en innesluten explosion", vilket under senare tid raffinerades till det vi i modern tid kallar minverkan; tryckverkan från innesluten sprängladdning. Detta anspelas i benämningen mingranater då dess originella syfte är att rasera murar inifrån.

### Internationell utspridning

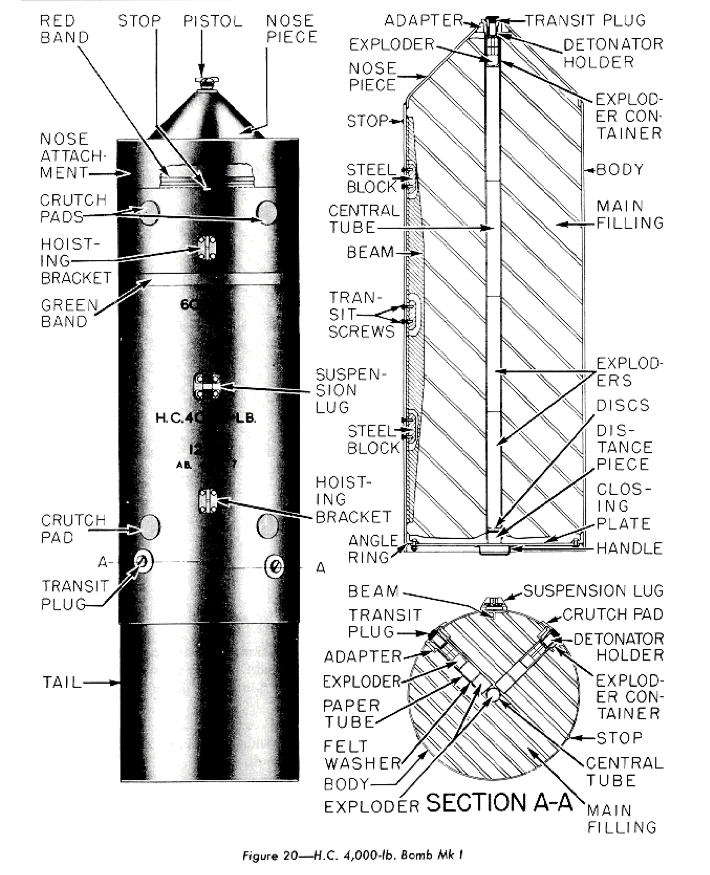
Brittisk minbomb (blockbuster bomb) typ 4000 lb (1800 kg) "high-capacity" (HC) bomb Mk.1 från andra världskriget.

Benämningen minverkan och ammunition baserat på denna, såsom mingranat och minbomb, finns inte i många av världens vapenterminologier. Många länder skiljer inte på spränggranater och mingranater då man tycker verkan är för lika. 
Termen minverkan används primärt i europeiska försvarsmakter som Tyskland och Sverige i modern tid. Till exempel heter mingranat, minbomb och minverkan, minengeschoß, minenbomb och minenwirkung på tyska.
På engelska har man historiskt använt benämningen "high capacity" (hög capacitet) för ammunition utformade med minverkan.

### Internationell namnlista
Notera att nedanstående termer och benämningar kan vara historiska.
 Frankrike
- Obus á mine[14][b]
- Obus fougasse[14][b]

 Italien
- Granata mina[16]

 Norge
- Minegranat[17]

 Spanien
- Granada mina[18]

 Storbritannien
- High-Explosive, High-Capacity shell (HEHC)[19]
- High-Capacity, High-Explosive shell (HCHE)[13][9]
- Mine shell[20]

 Sverige
- Mingranat (mingr/mgr)
- Minspränggranat (minsgr/msgr)

 Tyskland
- Minengeschoß (M-gesch)
- Minenbrandgranate (M-Brgr) – om laddad med brandsprängladdning[21]

 Ungern
- Minengranat[22]

## Historia

### Belägringsstrid

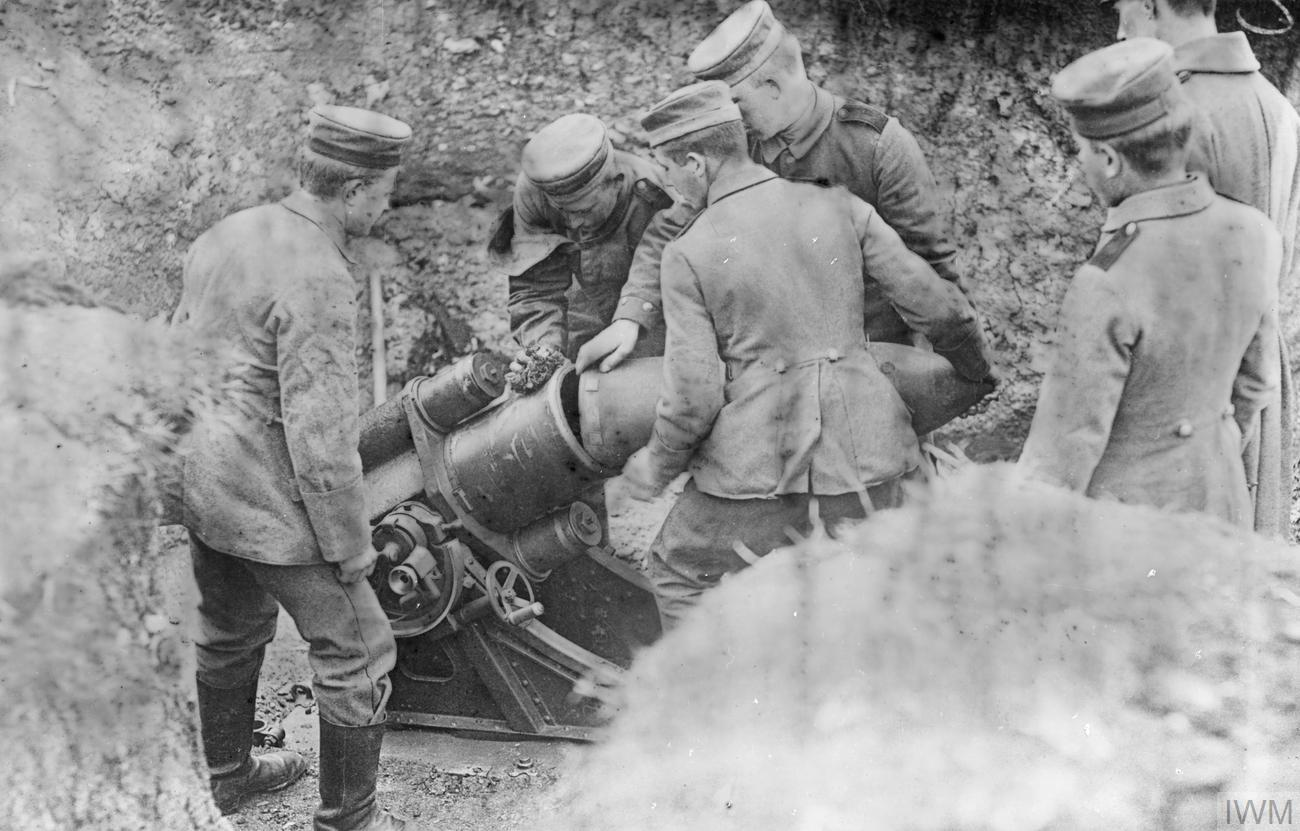
Tysk 25 cm schwerer Minenwerfer (25 cm tung Minmörsare) under första världskriget

#### 1800-talet
Mingranater uppfanns under andra halvan av 1800-talet, troligen i Europa, för att bekämpa moderna befästningar. Befästningarna under 1800-talet var konstruerade med mycket tjocka väggar menade att absorbera de äldre kanonkulorna från tidigare sekel. Dock saknade de armeringsjärn och var därför känsliga mot interna sprängningar i väggarna. Mingranaten uppfanns för att exploatera denna svaghet genom att borra in sig i befästningsväggarna och sedan detonera inuti. Detta gjorde att man effektivt kunde rasera stora delar av en fortifikation med mingranater.
Uppfinnandet av mingranater var ett resultat av den avancerade metallurgin som kom på 1800-talet. Ny kunskap och teknologi inom framställandet och produktion av olika metaller hade startat en revolution inom vapenindustrin eftersom man nu kunde producera mycket mer avancerade projektiler och kanoner.
Det är okänt exakt vart mingranater först introducerades men en tidig användare var troligen Italien som använde en typ av artillerigranat vid namn "Granata mina" år 1884.

#### 1900-talet
Användningen av mingranater inom belägringsstrid fick en ganska kort historia då armeringsjärnet populariserades under slutet av 1800-talet. Armeringsjärn gjorde att befästningsväggar höll ihop trots krevad och ledde till att mingranater snabbt blev ett föråldrat koncept inom belägringsstrid. 
Under början av 1900-talet började mingranater att försvinna från ammunitionssortiment men det var först under första världskriget som armerade fort visade att mingranater var helt föråldrade inom tungt artilleri och belägringsstrid.

### Luftstrid och luftvärn

#### Andra världskriget
Trots att mingranater blev föråldrade inom både belägringsstrid och sjöstrid under början av 1900-talet kom de att få en renässans under andra världskriget. 
Nazityskland hade under utprovningen av 20 mm flygplanautomatkanonen MG FF sett att de behövde högre verkan från spränggranaterna för att kunna bekämpa tunga bombflygplan. Detta ledde till skapandet av mingranater för kanonen för att uppnå de resultat man ville ha. Detta var dock inget litet framsteg. Under mellankrigstiden var det problematiskt att tillverka lågkalibriga spränggranater med tillräckligt hög verkan på grund av de tillverkningsmetoder som tillämpades. Lågkalibriga spränggranater under denna tid göts hela och svarvades till form medan håligheten för sprängladdningen borrades ur. För att se till att metallen i granatkroppen behöll god struktur kunde man inte borra ut för mycket material, då borrning i metall hettar upp och försvagar det närliggande godset, varav sprängladdningen ibland behövde göras mindre än önskvärt för att tillåta tillverkning. Tyskarna lyckades lösa detta genom att gjuta hela granatkroppen med färdig hålighet, något som inte var teknologiskt möjligt tidigare. Genom att gjuta hela granatkroppen med färdig hålighet ökade inte bara kvalitén av strukturen utan möjliggjorde även tunnare granatväggar och därmed större sprängladdning.

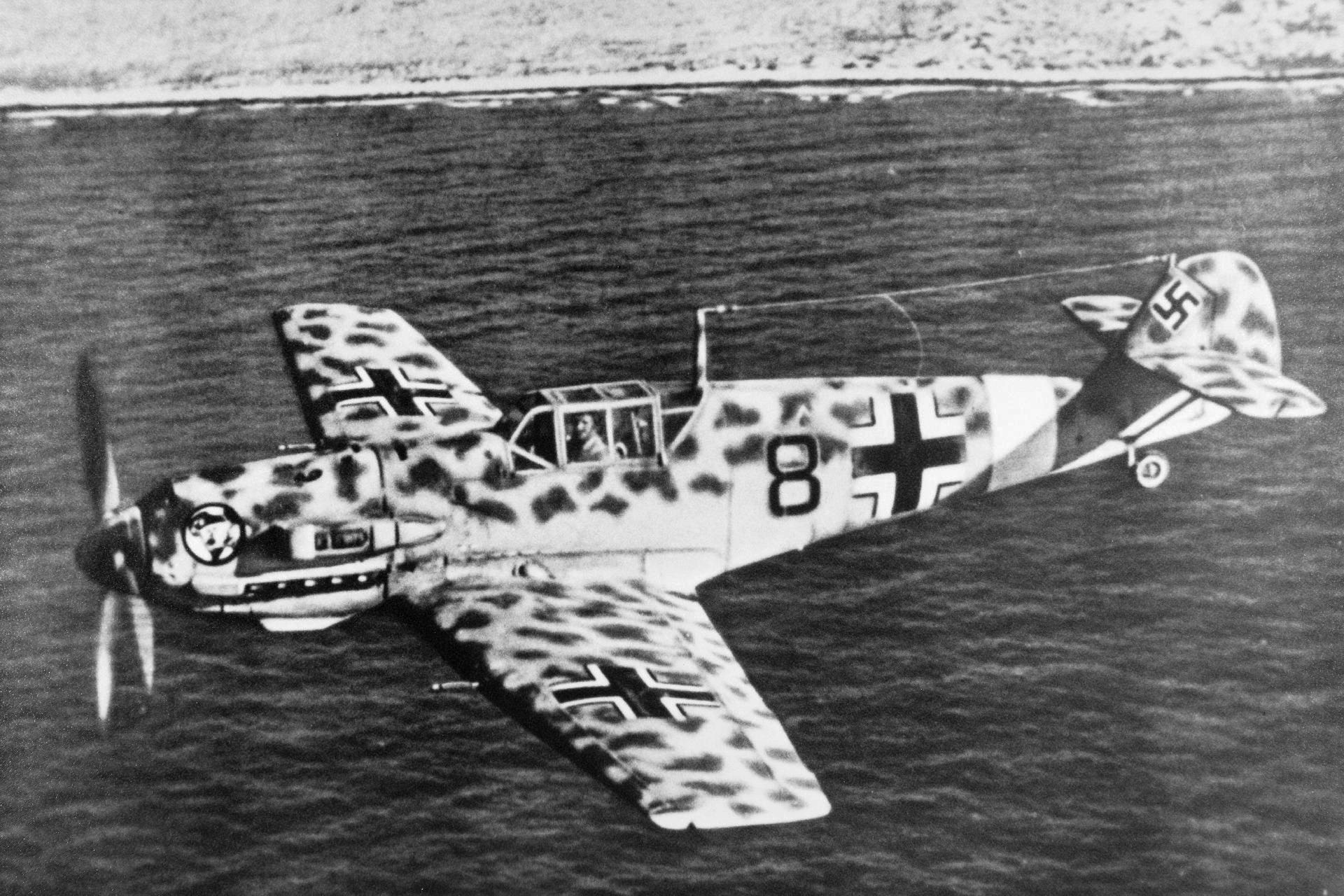
Bf 109E-4 var ett av de första tyska flygplan som utrustades med 20 mm MG FF/M och därmed kapacitet att skjuta mingranat.

Dessa nya mingranater visade sig vara mycket effektiva mot luftmål. Den större sprängladdningen skapade, i jämförelse med konventionella spränggranater, mycket större hål i ytorna på flygplan, vilket resulterade i större strukturella och aerodynamiska skador. De nya mingranaterna var dock inte helt problemfria. På grund av den stora sprängladdningens viktförhållande till granatkroppen blev de nya mingranaterna extremt lätta. Detta gjorde att de inte ledde till en tillräckligt stark rekyl för att driva det rekylerande systemet i 20 mm MG FF-kanonen, varför man fick konstruera en ny variant av kanonen, benämnd 20 mm MG FF/M (M för Minengeschoß), som var specialkonstruerad för att kunna skjuta mingranater. Ett problem som dock inte gick att åtgärda lika lätt var granaternas räckvidd. Den lätta vikten gav visserligen mingranaterna en hög mynningshastighet, men den gjorde även att de tappade energi mycket snabbare än en konventionell 20 mm granat, vilket minskade granaternas effektiva räckvidd. 

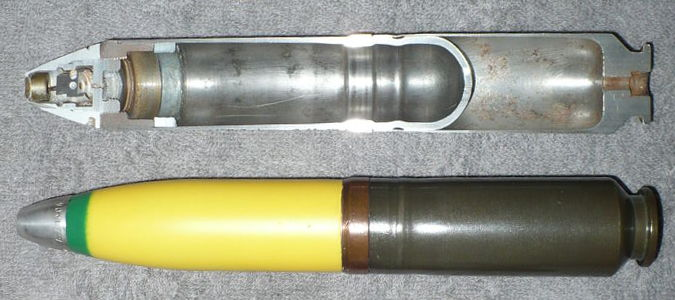
Tyska 30 mm mingranatpatroner till flygplanautomatkanonen Maschinenkanone MK 108 från andra världskriget. Genomskuret exempel tömd på sprängämne.

I slutändan visade sig dock fördelarna med mingranater överväga nackdelarna och snart producerade Nazityskland mingranater i kalibrar från 20 mm upp till 50 mm för både flygplanautomatkanoner och luftvärnsautomatkanoner. Mot slutet av kriget hade tyska vapenutvecklare räknat ut att en mingranat med 55 mm kaliber, fylld med någon form av hexogenblandning, kunde skjuta ner vilket tungt bombflygplan som helst med enbart en träff. Av detta påbörjades utvecklingen av flera olika vapensystem avsedda att skjuta 55 mm mingranat. Den främsta av dessa blev R4M (Rakete, 4Kilogramm, Minenkopf, "raket, 4 kilogram, minhuvud"), en lätt jaktraket försedd med ett 55 mm stridshuvud av min-typ, vilken togs i bruk redan 1944 och såg stor framgång ombord plattformar som Messerschmitt Me 262 och dylikt. Utvecklingen av 55 mm eldrörspjäser tog längre tid och kom enbart till prototypstadiet innan krigsslutet. Bland dessa fanns en medeltung luftvärnsautomatkanon vid namn Gerät 58 och två flygplanautomatkanoner, en konventionell kanon vid namn Maschinenkanone MK 112 (i stort sett en uppnackad 30 mm MK 108) och en rekylfri kanon vid namn MK 115, avsedd för ammunition med delvis förbränningsbar hylsa.

#### Efterkrigstiden
Nazitysklands användning av mingranater mot luftmål visade sig vara så effektivt under kriget att flera stormakter kom att kopiera konceptet efter kriget. Den mest kända kopieringen efter kriget var av Frankrike och Storbritannien, vilka övertog utvecklingen av den tyska revolverkanonen 30 mm MK 213 som var avsedd för mingranat, och sedan producerade denna under namnet 30 mm DEFA i Frankrike och 30 mm ADEN i Storbritannien.
Mingranater används än idag som jakt- och luftvärnsammunition mot luftmål och finns bland annat till 27 mm Mauser BK-27 som används i JAS 39 Gripen. Typen börjar dock bli ersatt av programmerbara kulspränggranater vars större träffsannolikhet överväger anslagsverkan hos mingranater.